# Friedrich-Wilhelm Schlomann
Friedrich-Wilhelm Schlomann (* 5. September 1928 in Lüneburg; † 9. April 2024 in Bad Honnef) war ein deutscher Jurist, Journalist und Buchautor.

## Leben
Schlomann wurde in Lüneburg geboren. Als 16-Jähriger wurde er in den letzten Kriegswochen als Wehrmachtsoldat im Berliner Kessel eingesetzt. Dort geriet er in sowjetische und später in amerikanische und britische Kriegsgefangenschaft. Nach erfolgreicher Flucht aus einem Kriegsgefangenenlager erwarb er an einer Schule in Schwerin die allgemeine Hochschulreife. Nach einem Studienbeginn der Rechtswissenschaft in Rostock und Leipzig floh er 1950 in die Bundesrepublik, wo er eine Fortsetzung seines Studiums an der Universität Freiburg beantragte.
Zu dieser Zeit war er bereits Mitglied des Untersuchungsausschusses Freiheitlicher Juristen. 
Nach Abschluss des Studiums und der Promotion an der juristischen Fakultät der Universität Basel erhielt Schlomann eine Anstellung im Archiv des Bundesministeriums für gesamtdeutsche Fragen in Bonn. 1959 wurde er beim Bundesministerium der Verteidigung Zivilangestellter in der „Psychologischen Kampfführung“ (PSK). Seit 1950 arbeitete er freiberuflich für Sender Freies Berlin. 1970 bis 1992 war er Redakteur im Monitor-Dienst der Deutschen Welle.
In den 1990er-Jahren gab Schlomann Gastvorlesungen an der ETH Zürich zu den Themen Spionage und psychologische Kriegsführung.
Schlomann war freiberuflicher Autor von Büchern meist über nachrichtendienstliche Themen. Er war Mitglied der CDU.
1992 wurde Schlomann das Bundesverdienstkreuz am Bande verliehen. Er wohnte zuletzt im Königswinterer Stadtteil Oberdollendorf und wurde auf dem dortigen Alten Friedhof beigesetzt.

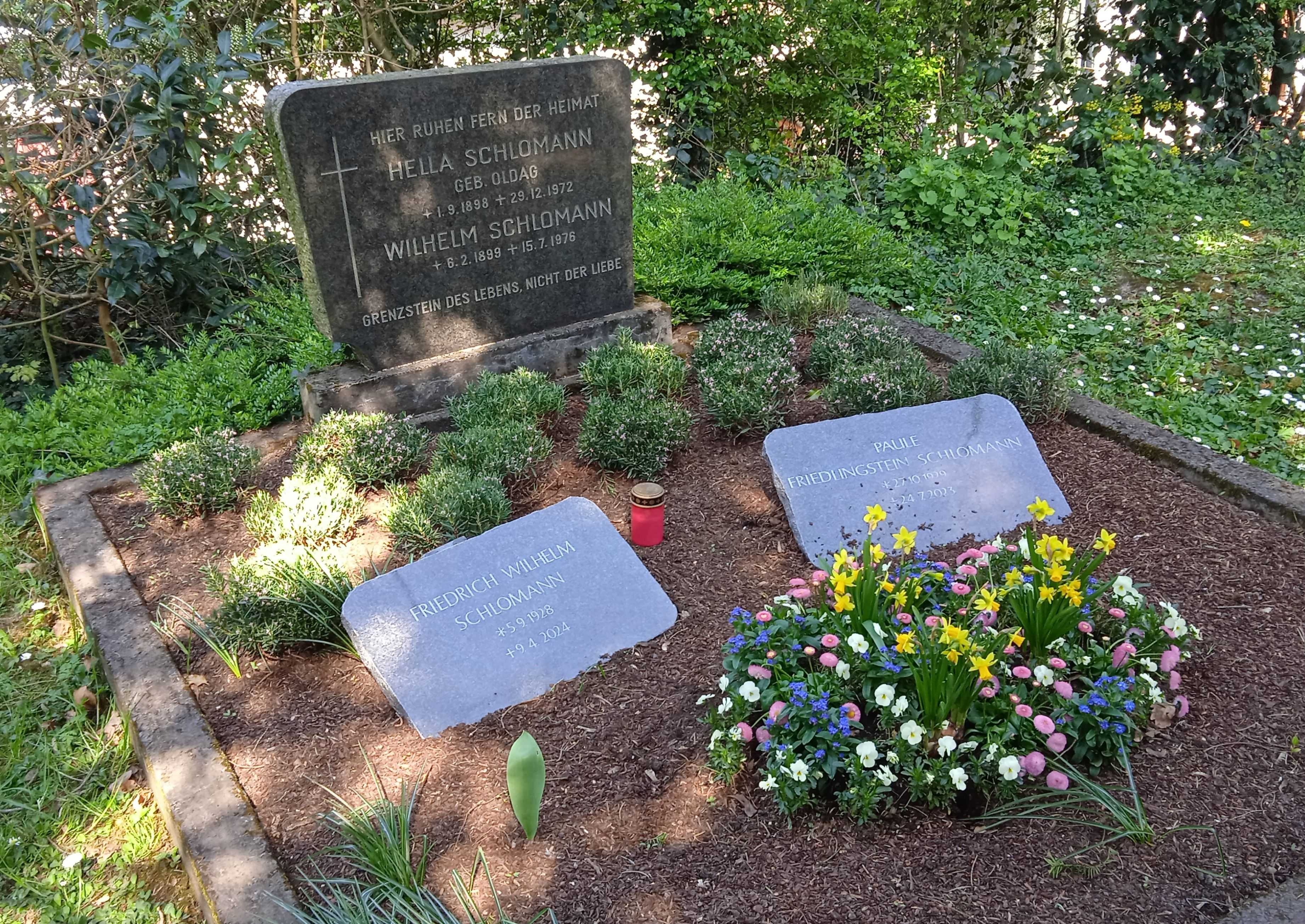
Grab der Familie Schlomann auf dem Alten Friedhof Oberdollendorf

## Publikationen
- mit Paulette Friedlingstein: Die Maoisten. Pekings Filialen in Westeuropa. Societäts-Verlag, Frankfurt am Main 1970.
- mit Paulette Friedlingstein: Tschiang Kai-schek. Ein Leben für China. Seewald, Stuttgart 1976.
- Operationsgebiet Bundesrepublik: Spionage, Sabotage und Subversion. Ullstein, Frankfurt am Main und Berlin 1989, ISBN 978-3-548-34575-8.
- Mit soviel Hoffnung fingen wir an. 1945–1950. Universitas, München 1991, ISBN 3-8004-1249-7.
- Die Maulwürfe. Noch sind sie unter uns, die Helfer der Stasi im Westen. Universitas, München 1993, ISBN 3-8004-1285-3.
- Die heutige Spionage Rußlands. Akademie für Politik und Zeitgeschehen, München 1999.
- Was wußte der Westen? Die Spionage des CIA, des britischen SIS, der französischen DGSE und des BND gegen den Sowjetblock von 1945–1990. Die westalliierten Militärverbindungsmissionen in Potsdam. Helios, Aachen 2009, ISBN 978-3-938208-95-3.
- mit J. H.: Vergessen mit System. Opfer des SED-Regimes kaum noch im Bewusstsein der Deutschen präsent. Gastbeitrag in Philosophia perennis. 10. Mai 2019.